# کوئنتین بنا
کوئنتین بنا (انگلیسی: Quentin Bena؛ زادهٔ ۱۱ مهٔ ۱۹۹۸) بازیکن فوتبال اهل فرانسه است.